# Brazília történelme
Brazília történelme az indiánok betelepülésével kezdődött, mintegy 10 ezer évvel ezelőtt. Pedro Álvares Cabral 1500-ban fedezte fel Brazíliát, amelyet a tordesillasi egyezmény értelmében a portugálok gyarmatosítottak. A gyarmat fő termékei a brazilfa (amelyről az ország a nevét kapta) és a nádcukor volt. A 17. században a hollandok próbálták elfoglalni Brazíliát, de az északi partvidék több évtizedes megszállása után a portugálok kiszorították őket. A 18. században aranyat és gyémántot találtak Minas Gerais-ban, amely európai bevándorlási hullámot indított el. Miután Napóleon 1808-ban megszállta Portugáliát, I. Mária királynő és kormánya Rio de Janeiróba tette át a székhelyét. Csak fia, VI. János tért vissza Európába 1821-ben, ám az ő fia, Péter Brazíliában maradt, ahol egy évvel később kikiáltotta az ország függetlenségét ő pedig I. Péter néven császár lett. 1831-ben lemondásra kényszerült és ötéves fia, II. Péter lett az utódja. Brazília csak 1888-ban számolta fel végleg a rabszolgaságot. Egy évvel később egy katonai puccs megdöntötte II. Péter hatalmát és kikiáltották a köztársaságot. A 19. század végén és a 20. század elején Brazília legfontosabb exportcikkei a kávé és a nyersgumi voltak, az ültetvényesek dominálták a gazdasági életet is. 1930-ban katonai junta vette át a hatalmat, majd 1945-ben demokratikus választásokat tartottak. Az 1950-es és 60-as években a brazil gazdaság gyorsan növekedett, ekkor tették át a fővárost Rio de Janeiróból Brasíliába. 1964-ben egy politikai válságot követően újra jobboldali katonai diktatúra következett egészen az 1984-es demokratikus elnökválasztásig. A 90-es évek neoliberális gazdaságpolitikája gazdasági növekedést hozott, de fokozta a társadalmi egyenlőtlenséget, emiatt 2002-ben a szociális reformokat ígérő baloldali Luiz Inácio Lula da Silva nyerte az elnökválasztást, akit négy évvel később újraválasztottak. A 2010-es választásokon szintén a baloldal jelöltje, Dilma Rousseff győzedelmeskedett, aki Brazília történelmének első női elnöke volt.

## Őstörténet

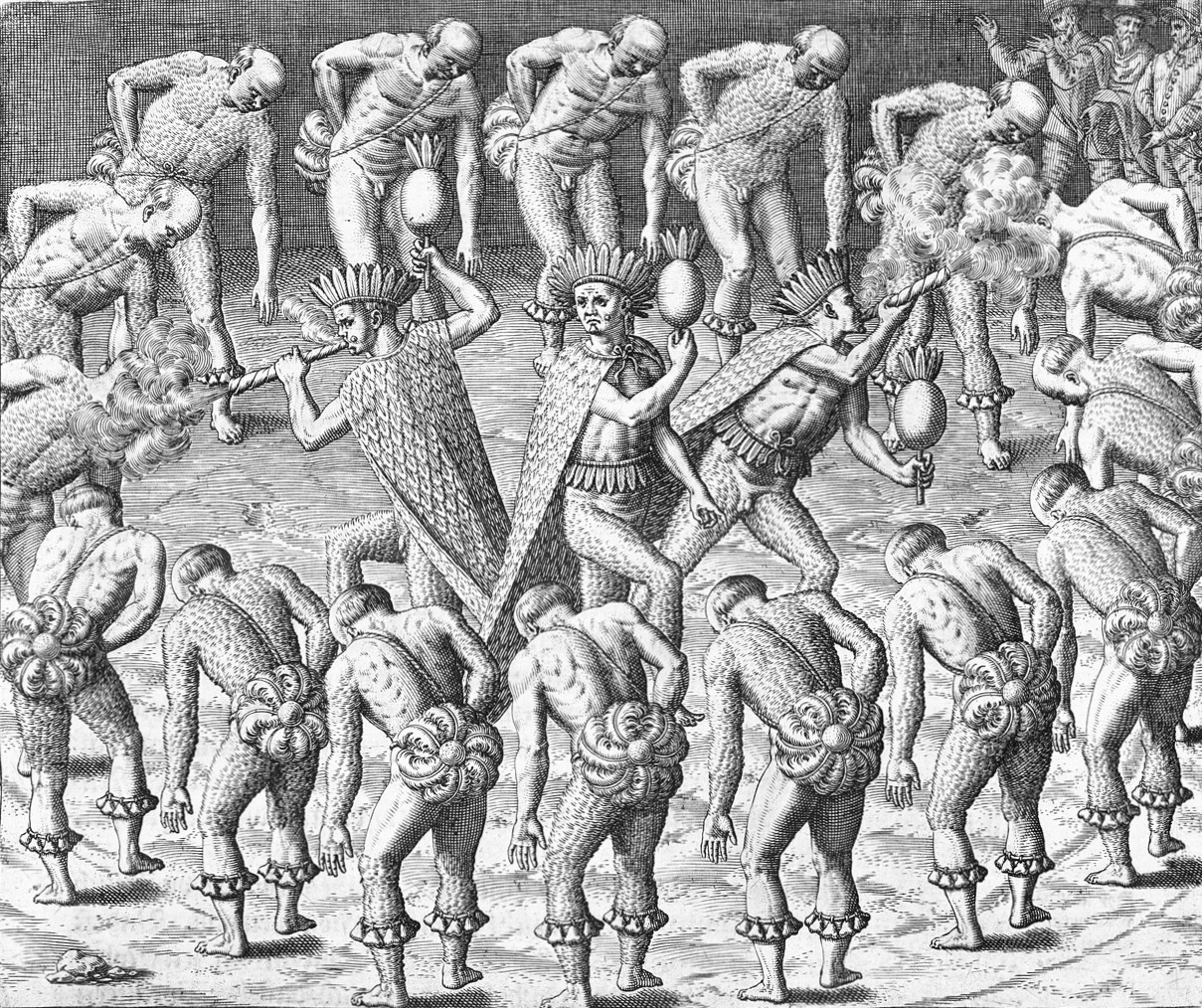
Brazíliai indiánok tánca (1557)

Az ember megérkezésének időpontja a mai Brazília területére vitatott a tudósok körében, de a mai indiánok ősei 10 ezer évvel ezelőtt már ott voltak Minas Gerais felföldjein. A genetikai és antropológiai bizonyítékok szerint az őslakosok eredetileg Szibériából származtak, akárcsak az észak-amerikai indiánok; azonban egy 11 500 éves koponyalelet felvetette a lehetőséget, hogy ausztralid népek megelőzték a szibériai bevándorlókat. A nyugati félteke legrégebbi, 8 ezeréves cserépedény-leletét Amazóniában, Santarém mellett találták meg a régészek, ami bizonyítja a korabeli viszonyokhoz képest fejlett kultúra jelenlétét.
Az Andok és az északi hegyvidék Dél-Amerikát kulturális szempontból élesen két részre osztják: nyugaton helyezkedtek el a letelepedett életmódot folytató földművelő civilizációk, míg keleten félnomád törzsek éltek, amelyek soha nem fejlesztettek ki saját írásbeliséget és nem építettek időtálló épületeket. Emiatt az 1500 előtti életmódjukról, történelmükről csak nagyon kevés információ áll rendelkezésre. A régészeti leletek (elsősorban cserépedények) kultúrák helyi felemelkedéséről, migrációról és helyenként törzsszövetségekről árulkodnak.
Amikor az európaiak felfedezték Brazíliát, ott már legalább 2 ezer különböző törzs élt, amelyek négy nagy nyelvcsaládhoz tartoztak: a tupí-guaraní, a gê, a karib és az aravak csoportba. A tupík az Atlanti-óceán partvidékén, a gêk a központi felföldeken, a technikailag (főleg cserépedénykészítésben) fejlettebb karibok és aravakok pedig az Amazonas medencéjében éltek. Közülük a legharciasabbak a karibok voltak, akik a portugálok beszámolói szerint rendszeresen gyakorolták a kannibalizmust (bár ez a tupíkra is jellemző volt). Az őslakosok félnomád életmódot folytattak, vadászatból, halászatból, gyűjtögetésből és vándorlásaikkal összeegyeztethető növénytermesztésből éltek. Háziasítható állat nem állt a rendelkezésükre (mint az andokbeli népeknek a láma vagy a tengerimalac), a folyók mentén pedig a rendszeres hatalmas áradások hátráltatták a növénytermesztést.
Az európaiak megérkezése után az indiánok tömegesen estek áldozatul az addig ismeretlen betegségeknek: kanyarónak, feketehimlőnek, tuberkulózisnak, gonorrheának, influenzának. A járványok a kereskedelmi útvonalakon a szárazföld belsejében is elterjedtek és egész törzsek pusztulhattak ki, akik maguk nem találkoztak a fehérekkel.

## Portugál gyarmat

Brazília közigazgatási felosztásának változásai

Az általánosan elterjedt vélemény szerint Brazíliát a portugál Pedro Álvares Cabral fedezte fel 1500. április 22-én. Van olyan elképzelés is, hogy Duarte Pacheco Pereira 1498 végén elérhette Maranhão-t vagy a spanyol Vicente Yáñez Pinzón, aki Kolumbusz társa volt annak első útján, 1500. január 26-án partra szállt Pernambucóban. Mindenesetre Cabral 1500 áprilisában a portugál korona nevében birtokba vette az újonnan felfedezett földet, a hat évvel korábban kötött tordesillasi szerződés értelmében jogszerűen. Az európaiak kőeszközöket használó, harcias vadembereket találtak, akiknek sem aranyuk, sem egyéb értékes tulajdonuk nem volt, ezért nem siettek a gyarmatosítással. A vidék fő vonzereje az értékes vörös festéket produkáló brazilfa (Caesalpinia echinata) volt, amelyről az ország a nevét kapta és amelyet a kitermelése közben szinte teljesen kiirtottak.
A 16. század elején Portugália az Indiába, Kelet-Indiába és Kínába vezető, hatalmas profitot termelő kereskedőútvonalakkal volt elfoglalva, ezért a különböző nemzetiségű csempészek, kalózok és kalandorok szabadon csempészték a brazilfát. A korona ezért megpróbálta magánkézbe adni a brazil gyarmatot, örökölhető kapitányságokat szervezett, amelyeket nemeseknek adományozott, akik a királynak voltak felelősek területük közigazgatásáért és kellő kihasználásért. A rendszer sikertelennek bizonyult, csak négy kapitányság – Pernambuco, São Vicente (később São Paulo), Ilheus és Porto Seguro volt életképes. A kapitányságok fokozatosan visszakerültek a koronához és később tartományok, a függetlenné válás után pedig államok lettek belőlük.

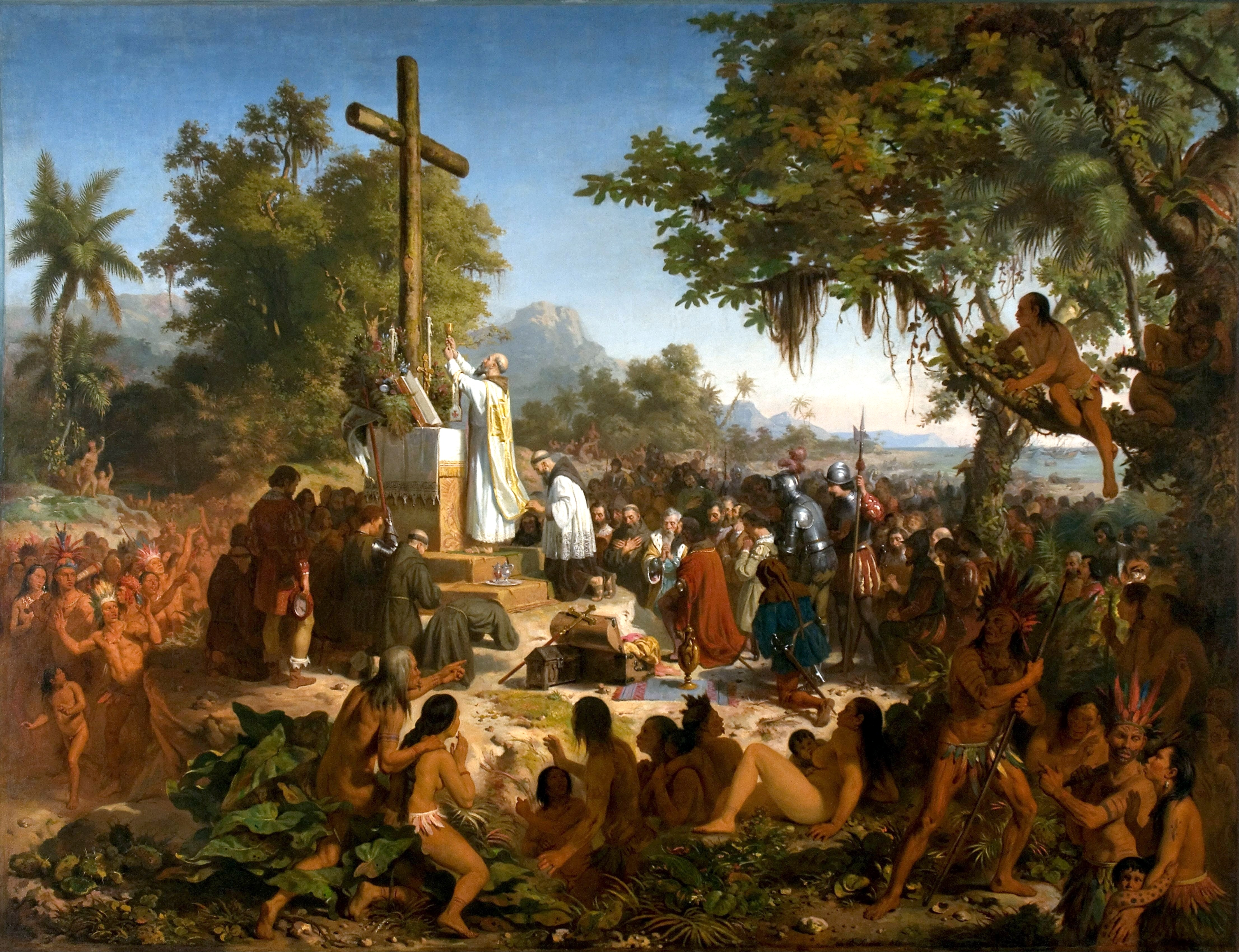
Az első mise Brazíliában (Victor Meirelles, 1861)

Már a 16. századtól az északkeleti partvidéken termesztett cukornád és az Európába vitt nádcukor vált a brazil gyarmati gazdaság húzóágazatává. A portugálok először az indiánokat próbálták rabszolgasorba taszítani és az ültetvényeken dolgoztatni. Amazónia dzsungeleibe először az arany és indián rabszolgák után kutató fegyveres kalandorok, a bandeiranték hatoltak be. Az őslakosok azonban nem bizonyultak megfelelő rabszolgáknak és hamarosan Afrikából kezdték el behozni a szükséges munkaerőt. A fekete rabszolgákat annyira túldolgoztatták, és olyan kevés nőt hoztak át az óceánon, hogy a létszámukat nem voltak képesek fenntartani és az ültetvényesek egyre újabb szállítmányokra szorultak Afrikából.
A rabszolgák időnként tömegesen szöktek meg és a lakatlan vidékeken saját településeket (quilombos) hoztak létre. Közülük a legnagyobb Palmares volt, amelynek fénykorában az 1670-es, 80-as években a 30 ezret is elérte a lakossága. Ezeket a településeket idővel a gyarmati vagy zsoldoscsapatok mindig felszámolták, esetenként tüzérség alkalmazásával.
Az afrikaiak hamarosan a brazíliai népesség számottevő hányadét tették ki és már jóval a rabszolgaság 1888-as eltörlés előtt elkeveredtek a fehérekkel és indiánokkal.
A gyarmati időszak első 150 éve alatt más európai hatalmak is megpróbálták megvetni lábukat Brazíliában, annak ellenére, hogy a pápa által tető alá hozott tordesillasi szerződés ezt megtiltotta. A franciák mai Rio de Janeiro helyén 1555 és 1567 között hoztak létre gyarmatot France antarctique néven, a mai São Luís helyén pedig 1612-1614 között France Équinoxiale néven. A portugáloknak a jezsuiták által megtérített őslakosok segítségével sikerült kiszorítaniuk a franciákat. A hollandok próbálkozása tovább tartott és nagyobb gondot is jelentett Portugáliának. Miután Portugália perszonálunióba került Spanyolországgal (Ibériai Unió), Németalföld pedig fellázadt a spanyolok ellen, a hollandok és a portugálok között is beállt a hadiállapot. Holland kalózok már 1604-ben kifosztották Bahiát és a gyarmat fővárosát, Salvadort is megszállták egy időre. 1630-1654 között Hollandia a kezében tartotta Brazília északi partvidékét, bár a szárazföld belsejének elfoglalására erőik nem volt elegendőek. Sokévnyi háborúzás után a portugálok 1654-re kiűzték a hollandokat, majd békét kötöttek, hogy közös ellenségükre a spanyolokra (a perszonálunió felbomlott és Portugáliának meg kellett védenie függetlenségét) koncentrálhassanak.

### Aranyláz

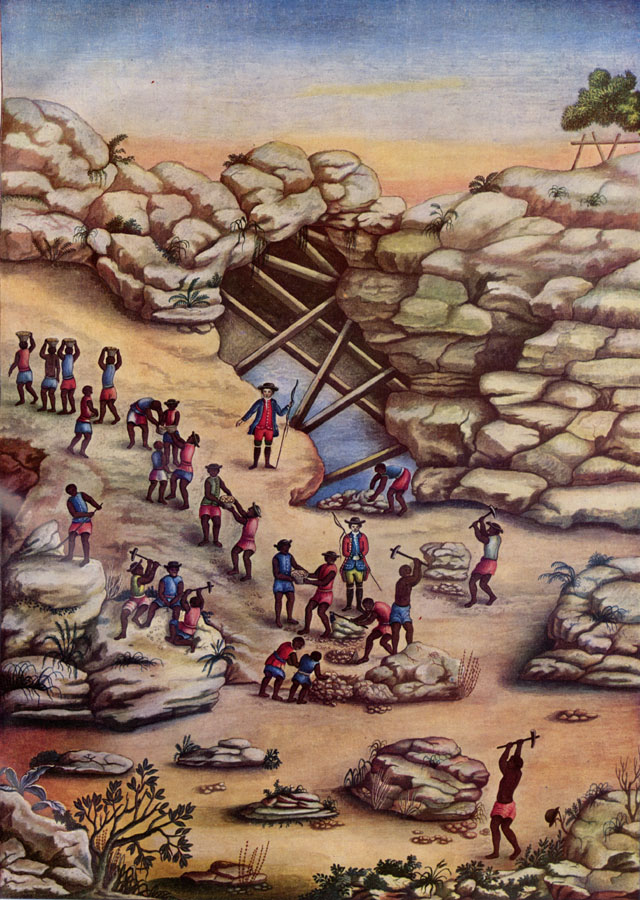
Brazil gyémántbánya (kb. 1770)

A 18. század elején jelentős mennyiségű aranyat találtak Brazíliában, amely nagy lelkesedést keltett a spanyol és holland háborúk által szétzilált gazdaságú Portugáliában. Az anyaországból és a gyarmat más részeiről az arany lázában égő kalandorok tódultak arra a területre, amelyet hamarosan Általános Bányáknak (Minas Gerais) kezdtek nevezni. Az aranybányászat az egész 18. században a gyarmati Brazília egyik fontos gazdasági ága volt. A portugál korona az újonnan talált gazdagságot látványos építkezésekre, (mint a barokk Mafra-palota) és főleg Angliából vásárolt iparcikkekre – textilre, fegyverekre – költötte. 1729-ben Tijuco falu (ma Diamantina) mellett gyémántot is találtak.
A bányákban főleg rabszolgák dolgoztak, bár az arany felfedezésének hírére megugrott az Európából érkező bevándorlók száma is. A gyarmati kormányzat túlburjánzó bürokráciával próbálta biztosítani, hogy az állam megkapja a maga részét az aranyból, de a különböző hivatalok hatáskörei és feladatai sokszor átfedtek. 1830-ban a brit kézben lévő St. John d'el Rey Bányatársaság egész Latin-Amerika legnagyobb, az akkori legmodernebb felszereléssel ellátott aranybányáját nyitotta meg Brazíliában, amely 125 évig termelt.

## Brazil Császárság

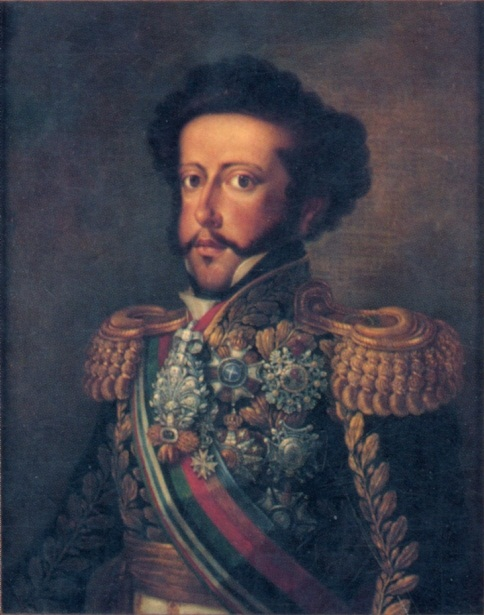
I. Péter császár

1808-ban Napóleon ibériai hadjárata során megszállta Portugáliát, a portugál kormányzat pedig a brazil gyarmatra menekült és ideiglenesen Rio de Janeiro vált az ország fővárosává. A francia császárság bukása után az idős és szellemileg leépült I. Mária királynő és régensként uralkodó fia, VI. János Brazíliában maradt, amelyet 1815-ben királyság rangjára emeltek. János 1821-ben tért vissza Európába, idősebb fia, Péter pedig Dél-Amerikában maradt alkirályként. Egy évvel később Péter kikiáltotta Brazília függetlenségét, melyet a rövid függetlenségi háborúban sikerült fegyverrel is megvédeni. Létrejött az Újvilág – Haiti után – második független monarchiája, az új Brazil Császárság első uralkodója I. Péter lett.
I. Péter 1831-ben alattvalói általános elégedetlensége miatt kénytelen volt lemondani (a földbirtokosok túl liberálisnak, a polgárság túl reakciósnak tartotta), majd Portugáliába távozott és ötéves fiát, II. Pétert hagyta Brazília uralkodójául. II. Péter 1840-ben lépett hivatalosan is trónra, addig régensek kormányoztak helyette. Ebben az időszakban sorra törtek ki a különböző lázadások és felkelések, mint a Sabinada, a farroupilha-felkelés, a Malê-felkelés, a Cabanagem és a Balaiada. II. Péter többé-kevésbé a parlamenttel együtt kormányzott, egészen 1889-ig, amikor egy puccs megbuktatta és kikiáltották a Brazil Köztársaságot.
A császárság idején Brazília több háborúban is részt vett, az 1820-as évek végén a ciszplatin háborúban, az 1850-es években a La Plata-i háborúban, az 1860-as években pedig az uruguayi és paraguayi háborúkban. Az utóbbi volt a dél-amerikai történelem legdrágább és legvéresebb háborúja és azóta Brazília egészen a mai napig tartózkodik a tényleges külső katonai beavatkozásoktól (bár formálisan hadat üzent Németországnak az első és második világháborúban is).

### A brazil kávé
A kávétermesztés 1720-ban kezdődött meg Brazíliában és 1850-re az ország termelte a világ kávétermésének felét, elsősorban a São Paulo környéki nagy ültetvényeken. A kávé lett Brazília fő exportcikke. A munkások többsége eleinte fekete volt – rabszolgák és szabadok -, majd a bevándorlás fokozódásával egyre több olasz, spanyol és japán dolgozott az ültetvényeken. A vasút brazíliai terjeszkedésében is fontos szerepet játszott a kávészállítás. A 20. század elején a kávétermelés adta Brazília nemzeti össztermékének 16%-át és exportjövedelmének háromnegyedét. A jelentős profitot termelő ültetvényesek és kávéexportőrök az ország politikai életére is komoly befolyással bírtak.

### A nyersgumikorszak
Az 1880-as évektől kezdődően meredeken emelkedett a világ kaucsukigénye, amely alapjaiban változtatta meg Amazónia gazdaságát. Manausból, ami addig egy eldugott kis falu volt a dzsungelben, gazdag nagyváros lett, melynek vagyonos polgársága operaházat, színházakat, irodalmi társaságokat, luxusüzleteket tartott el. Hatalmas magánbirtokok alakultak ki, az Amazonas medencéjében kiépült egy kereskedelmi hálózat, amely nagy mértékben a cserekereskedelmen alapult és az őslakos indián törzseket gyakran elköltöztették. Az addig afféle senkiföldjének számító dzsungelben kialakult a közigazgatás és az államhatalom. A gumiárrobbanásnak tudható be Acre megszerzése a szomszédos Bolíviától. A terület korábban gyéren lakott volt, majd a gumifák felfedezésekor robbanásszerűen nőtt a lakosság száma, akik főleg Brazíliából érkeztek. A század végén a területen elszakadási mozgalmak indultak Luis Gálvez Rodríguez de Arias, majd pedig José Plácido de Castro vezetésével. Ez utóbbinak sikerült legyőznie a bolíviai csapatokat és a néhány évig független Acrei Köztársaságot végül egyesítették Brazíliával.
Az 1920-as évekre Brazília elvesztette monopóliumát a kaucsukra és kifejlesztették a mesterséges gumit is, így a gazdasági virágzásnak hirtelen vége szakadt és a jövedelmek az 1870-es évek nyomorszintjére estek vissza.

## A Brazil Köztársaság
1889. november 15-én Deodoro da Fonseca marsall puccsal megdöntötte II. Péter hatalmát és kikiáltotta a köztársaságot. Az ország új neve Brazil Egyesült Államok Köztársasága lett (amelyet 1967-ben Brazil Szövetségi Köztársaságra változtattak) és da Fonseca lett az első elnök. Négy évig két egymást követő katonai diktátor kormányozta Brazíliát, melyet lázadások (két haditengerészeti és egy föderalista) és egy gazdasági válság (encilhamento) rázott meg.
Az 1891-es alkotmány nem adott választójogot a nőknek és írástudatlanoknak, akik együtt a lakosság döntő többségét tették ki. Az államforma elnöki köztársaság volt, amelyben az elnököt négy évre, közvetlenül választották. A törvényhozó, végrehajtó és bírósági hatalmi ágakat az alkotmány elkülönültnek és egymástól függetlennek határozta meg. 1894 után a gazdag São Pauló-i és Minas Gerais-i kávétermelő és marhatenyésztő oligarchák egymásnak adogatták az elnöki pozíciót, ez volt az úgynevezett café com leite (tejeskávé) politika. A politikai rendszer a nagybirtokosok a coronelismo rendszere révén biztosan tartották a kezükben, melyben az oligarchák biztosították alárendeltjeik szavazatait és egymás között állapodtak meg az elnökség és a kormányzói székek elosztásáról.
1893 és 1926 között több társadalmi mozgalom rázta meg az országot. A hadsereg alacsonyabb rangú tisztjei több alkalommal is demokratikus reformokat követeltek, a polgári felkeléseket, mint a Canudos- és Contestado-háborúkat messianisztikus vezetők irányították, akiknek nem voltak tiszta politikai céljaik.
Külpolitikailag Brazília többnyire ragaszkodott a befelé forduló, izolacionista politikához. A 20. század elején a petrópolisi szerződésben tisztázták Bolíviával Acre tartomány jogállását. Az első világháborúba – miután német tengeralattjárók brazil hajókat süllyesztettek el – az antant oldalán szálltak be, de csak névleges katonai erőt küldtek Európába, melynek tevékenysége kimerült a megfigyelésben. A brazil flotta az Atlanti-óceánon segédkezett a német tengeralattjárók elleni harcban. A háború után a Népszövetségben igyekeztek vezető szerepet játszani.

## Populizmus és gazdasági fejlődés (1930–1964)

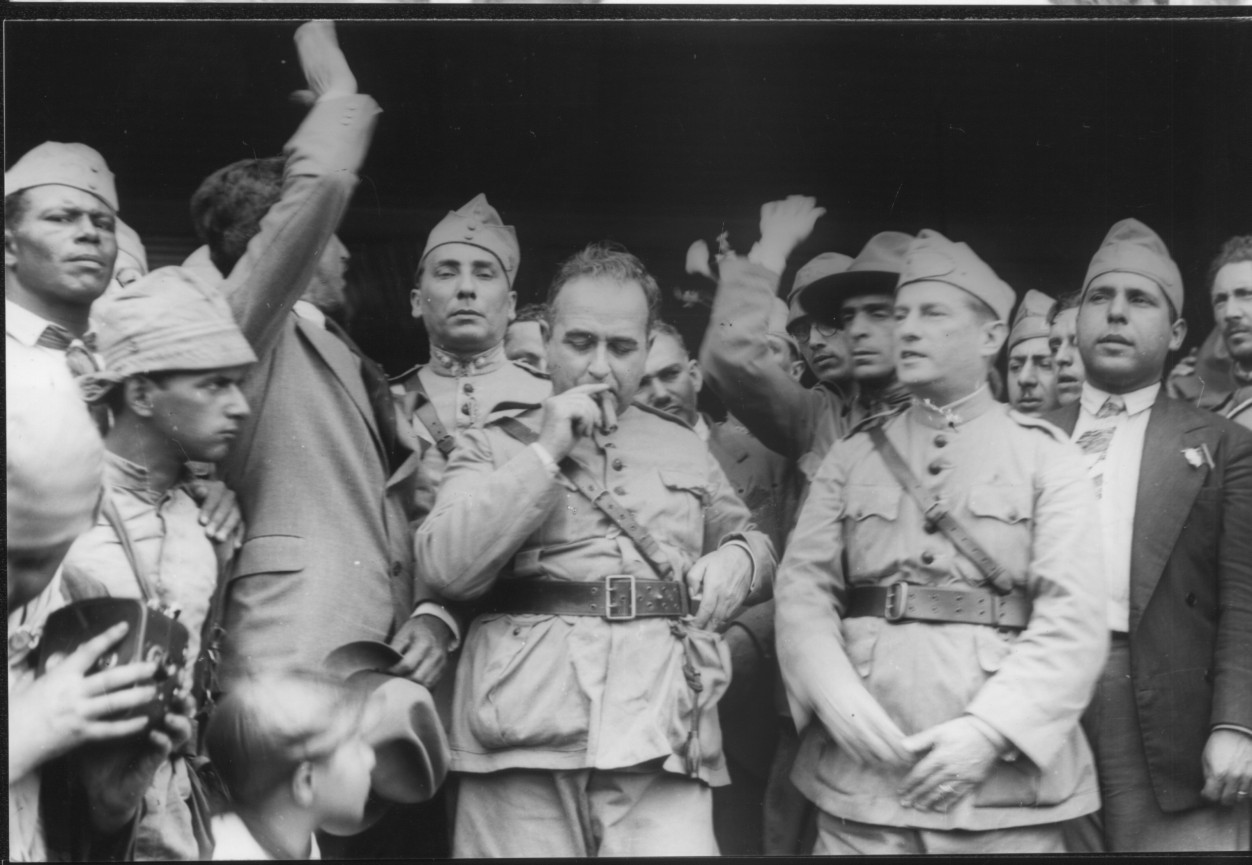
Getúlio Vargas (középen szivarral)

1930-ban a hatalmat a Getúlio Vargas által vezetett katonai junta vette át és a hadsereg támogatásával egészen 1945-ig a kezében tartotta a kormányzást. A junta több politikai válságot is sikerrel elhárított: 1932-ben a konstitucionalista felkelést, 1935-ben pedig egy kommunista, majd 1938-ban egy fasiszta puccskísérletet. Ebben az időszakban sokat fejlődött a ritkán lakott belső területek mezőgazdasága és ipara.
Az 1930-as években Brazília Németországhoz és Olaszországhoz közeledett, aminek azonban a fasiszta puccskísérlet véget vetett. A második világháború kezdetén, amikor a brit flotta blokád alá vette a tengelyhatalmakat, az addigi gazdasági kapcsolatok is megszűntek és az ország visszatért régi külpolitikai irányultságához. A háborúban Brazília a többi dél-amerikai országgal együtt hadat üzent Németországnak, és flottájával az Atlanti-óceánon járőrözött és csapatokat küldött Olaszország megszállásához.
1945-ben demokratikus rezsim vette át a hatalmat, ami után Vargast újból megválasztották elnöknek. Az utána következő Juscelino Kubitschek elnöksége alatt Brazília gazdasága gyors fejlődésbe kezdett. A kormányzat ekkor költözött át Rio de Janeiróból az új fővárosba, Brasíliába.
1961-ben Jânio Quadros elnök – feltehetően taktikai számításból – lemondott. Lemondását a parlament elfogadta. Helyét az alelnök vette át, ám hatalma csak korlátozott volt és évekig tartó politikai huzavona és válság tört ki, amelynek 1964-ben a hadsereg puccsa vetett véget.

## Katonai diktatúra (1964–1985)

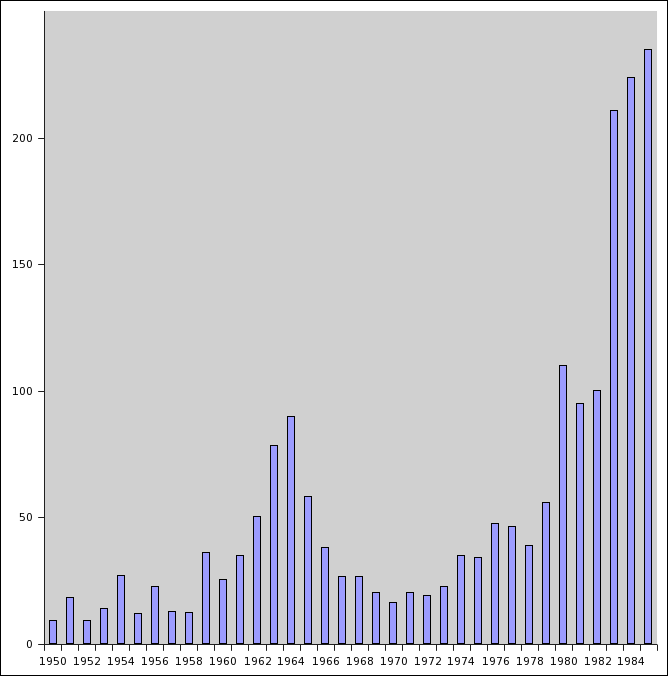
A brazil infláció 1950-1985 között

A hadsereg a baloldali forradalom veszélyére hivatkozva vette át a hatalmat, amelyben élvezte az Egyesült Államok támogatását is. Az elnök előbb Rio Grande do Sul államba, majd Uruguayba menekült. A diktatúra 21 évig tartott. A rezsim új, jogokat korlátozó alkotmányt léptetett életbe, visszafogta a szólásszabadságot és a politikai ellenzék lehetőségeit. Kormányzásának fő elvei a nacionalizmus, kommunistaellenesség és gazdasági fejlesztés voltak. Az 1970-es években a kormány jelentős népszerűségre tett szert, amikor a brazil gazdaság gyors növekedésbe kezdett (ún. brazil gazdasági csoda), annak ellenére, hogy a médiát cenzúrázták és az ellenzékieket bebörtönözték és száműzték. 1979 márciusában João Figueiredo lett az elnök, aki szembeszállt a hadsereg keményvonalasaival és a redemokratizációt támogatta. A rendszert aláaknázta a magas infláció és a környező latin-amerikai országok katonai diktatúráinak bukása és 1985-ben polgári jelöltekkel elnökválasztást tartottak. A választás előtt – utólag sokat vitatott módon – még amnesztiát adott valamennyi elkövetett, rezsimellenes és kormánypárti bűnre.

## Demokratikus rendszer (1985- )
A demokratikus elnökválasztáson Tancredo Neves győzött, aki azonban meghalt, még mielőtt felesküdhetett volna, és alelnöke José Sarney vette át a helyét. Erre az időszakra esik a brazil Csernobil-nak is nevezett súlyos goiâniai baleset. A Goiás állambeli Goiâniában tévedésből lakott területre került radiológiai berendezés sugárforrása, amit szakavatatlan kezek próbáltak szétszedni, ezzel sugárszennyezést szabadítottak a környékre, amelynek 4 halottja és kétszázat is meghaladó fertőzöttje lett. A brazil hatóságok kénytelenek voltak ugyanolyan eszközöket alkalmazni, mint a csernobili atomerőmű-baleset idején tették.
1989-ben Fernando Collor de Mello nyert a választáson, ő volt 29 éve az első közvetlenül, demokratikus módon választott elnök Brazíliában. Collor neoliberális gazdaságpolitikával próbálta megfékezni a vágtató, időnként havi 25%-ot elérő inflációt. Miután sikkasztás vádja miatt lemondott, 1992-ben Itamar Franco lett a következő elnök, aki pénzügyminisztere, Fernando Henrique Cardoso és az ő Plano Real programja segítségével stabilizálta a gazdaságot. A 94-es választást Cardoso nyerte, aki folytatta a szabadkereskedelmet és privatizációt előtérbe állító politikáját. Magánkézbe adták az addig állami tulajdonban lévő Embraer repülőgépgyárat, Telebrás telekommunikációs céget és a Companhia Vale do Rio Doce bányatársaságot. Gazdasági programjának sikere hozzájárult 1998-as újraválasztásához, azonban a gazdasági növekedés mögött egyre növekvő társadalmi egyenlőtlenség állt. Brazíliában a gazdagok és szegények közötti különbség a világon a legnagyobbak között van, a 90-es években a polgárok egynegyede napi egy dollárból volt kénytelen megélni. A szociális feszültség növekedése miatt a 2002-es választást a baloldali Partido dos Trabalhadores jelöltje, Luiz Inácio Lula da Silva (becenevén Lula) nyerte.

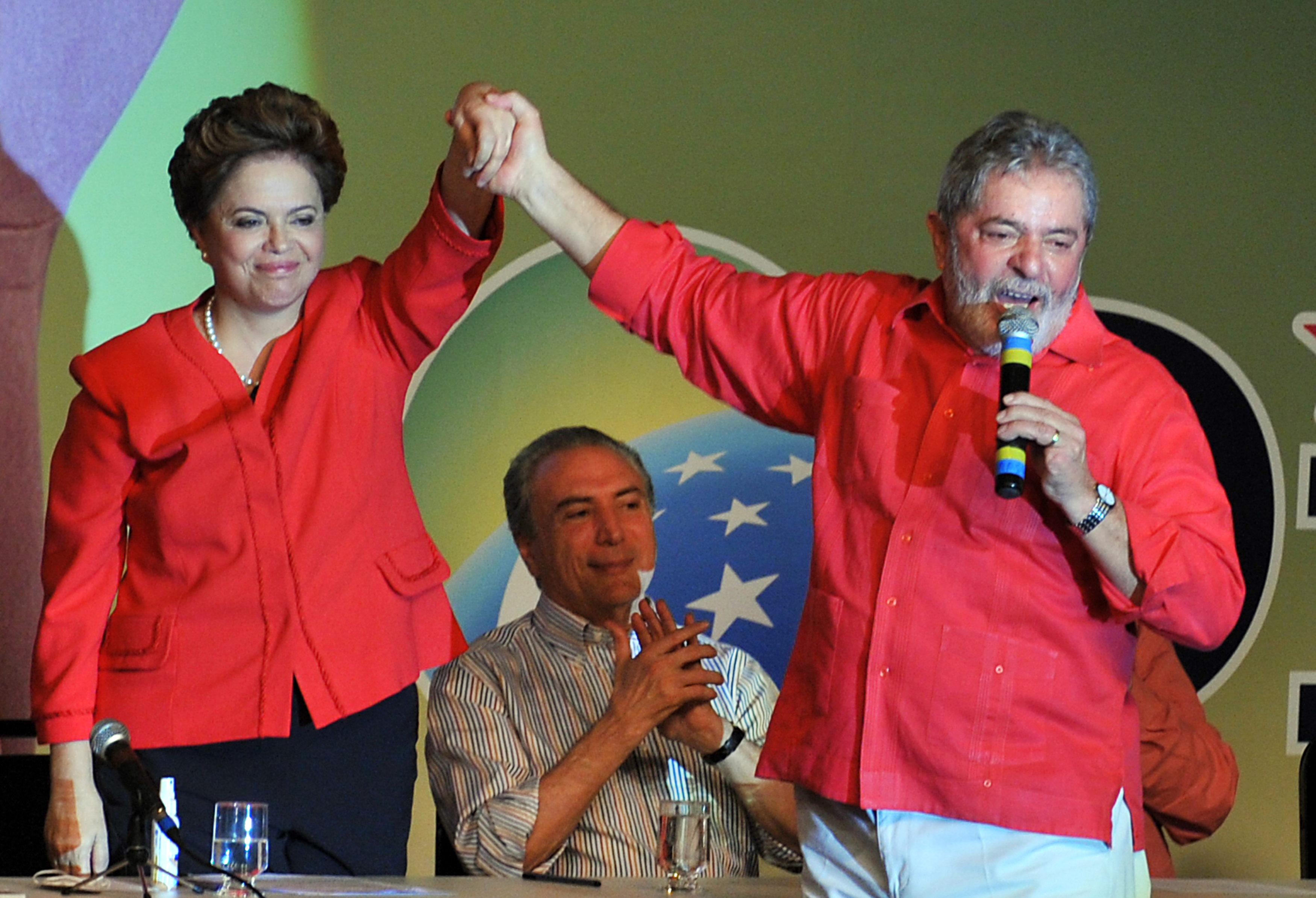
Dilma Rousseff és Lula da Silva 2010-ben

A szociális változás programjával kampányoló, szakszervezeti kapcsolatokkal rendelkező Lula győzelme megrengette a brazil gazdaságot, esett a reál árfolyama és csökkent a befektetési hajlandóság. Beiktatása után azonban az elnök nagyrészt megtartotta elődje szigorú pénzügypolitikáját és arra figyelmeztetett, hogy a szociális reform eredményeire éveket kell még várni. A pánikhangulat elmúlt és a nemzeti valuta árfolyama is visszaállt korábbi értékére. Lula négy év alatt majdnem kétszeresére (200 reálról 350-re) emelte a minimálbért, drasztikusan csökkentette a köztisztviselők nyugdíjazási juttatásait és megindította Fome Zero (nulla éhezés) programját, amelynek célja az volt, hogy minden brazil tudjon naponta háromszor enni. Bár 2005-ben korrupciós botrányok miatt több minisztere is lemondott, Lulának sikerült megőriznie népszerűségét és 2006-ban újraválasztották. A 2010-es elnökválasztáson a két terminust kitöltő elnök már nem indulhatott, de pártja jelöltje, Dilma Rousseff megnyerte a voksolást és Brazília első női elnöke lett. Rousseff-et 2016-ban a szenátus felfüggesztette hivatalából, utódja Michel Temer.

## Fordítás
- Ez a szócikk részben vagy egészben  a   History of Brazil című angol Wikipédia-szócikk ezen változatának fordításán alapul.  Az eredeti cikk szerkesztőit annak laptörténete sorolja fel. Ez a jelzés csupán a megfogalmazás eredetét és a szerzői jogokat jelzi, nem szolgál a cikkben szereplő információk forrásmegjelöléseként.